# L3MBTL2
El gen  L3MBTL2  (Polycomb repressive complex 1 subunit), se encuentra en el genoma del ser humano ubicado en el cromosoma 22. Codifica para una proteína llamada Lethal(3) Malignant Brain Tumor-like 2 protein  (L3MBTL2) asociada, en su mayoría, a enfermedades cerebrales y mentales como el neurotismo junto con variantes en el cromosoma 8p23.1, medudoblastomas, policitemia vera, neoplasia maligna del cerebro y leucemia mieloide aguda. 

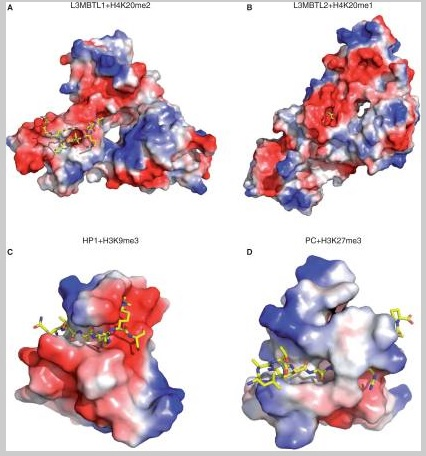
L3MBTL2 insertado para reconocer las histonas metil-lisina.

La proteína L3MBTL2 pertenece a la familia de Proteínas repetidas "malignant brain tumor" (MBT). Las Proteínas repetidas son proteínas no globulares con funciones heterogéneas involucradas y relacionadas con algunas enfermedades. Las regiones de repetición de estas proteínas se caracterizan por una secuencia repetida que codifica una arquitectura  modular donde los módulos estructurales se denominan «unidades».
Los dominios MBT participan en la organización de la cromatina del ADN uniendo histonas y compactando la cromatina. También se relaciona a la represión transcripcional. Durante el desarrollo embrionario, se ha demostrado, en ratones, que su interrupción está asociado a una falla letal en la gastrulación. Otra de las funciones de L3MBTL2 consiste en la regulación de genes por medio del complejo proteínico llamado Polycomb Repressive Complex 1 (PRC1) armandoel complejo E2F6 e incluyendo a genes auxiliares como G9A, Hdac1 y Ring1b.

## Función
La proteína L3MBTL2 pertenece al grupo de proteínas polycomb (PcG). Este grupo de proteínas se encargan de mantener el estado de represión transcripcional de los genes. Se cree que se realiza a través de la modificación de la cromatina haciendo cambiar, de manera hereditaria, su expresividad. La repetición de MBT se ha identificado como un dominio clave para el reconocimiento de las histonas de metil-lisina. Su asociación con el complejo de remodelación de la cromatina sugiere que puede contribuir a prevenir la expresión de genes que conllevan a la mitosis. Se une a Lys-20' y dimetilado en la histona H4. Une péptidos a histona H3 que están monometilados o dimetilados en 'Lys-4', 'Lys-9' y 'Lys-27'.
| Función molecular   | Regulador de cromatina                     |  |
| Procesos biológicos | Transcripción, Regulación de transcripción |  |
| Ligando             | Enlace metálico, Zinc                      |  |

### Isoformas
La siguiente tabla describe las 3 isoformas de L3MBTL2 que son producidas mediante splicing alternativo.
| Nombre                | Identificador | Aminoácidos | Masa molecular |
| --------------------- | ------------- | ----------- | -------------- |
| Isoforma 1 (Estándar) | Q969R5-1      | 705         | 79,110 Da      |
| Isoforma 2            | Q969R5-2      | 614         | 69,008 Da      |
| Isoforma 3            | Q969R5-3      | 617         | 69,264 Da      |

### Estructuras
Existen 3 distintas estructuras conocidas de la proteína que pueden ser consultadas en Protein Data Bank con las siguientes IDs.
- 2W0T
- 3CEY
- 3F70

## Homología
En genética, los genes homólogos son aquellos que comparten similitudes en sus secuencias de nucleótidos. La homología entre dos genes es la interpretación de que su similitud se debe a que provienen de un origen común. Es decir, un mismo ancestro evolutivo.

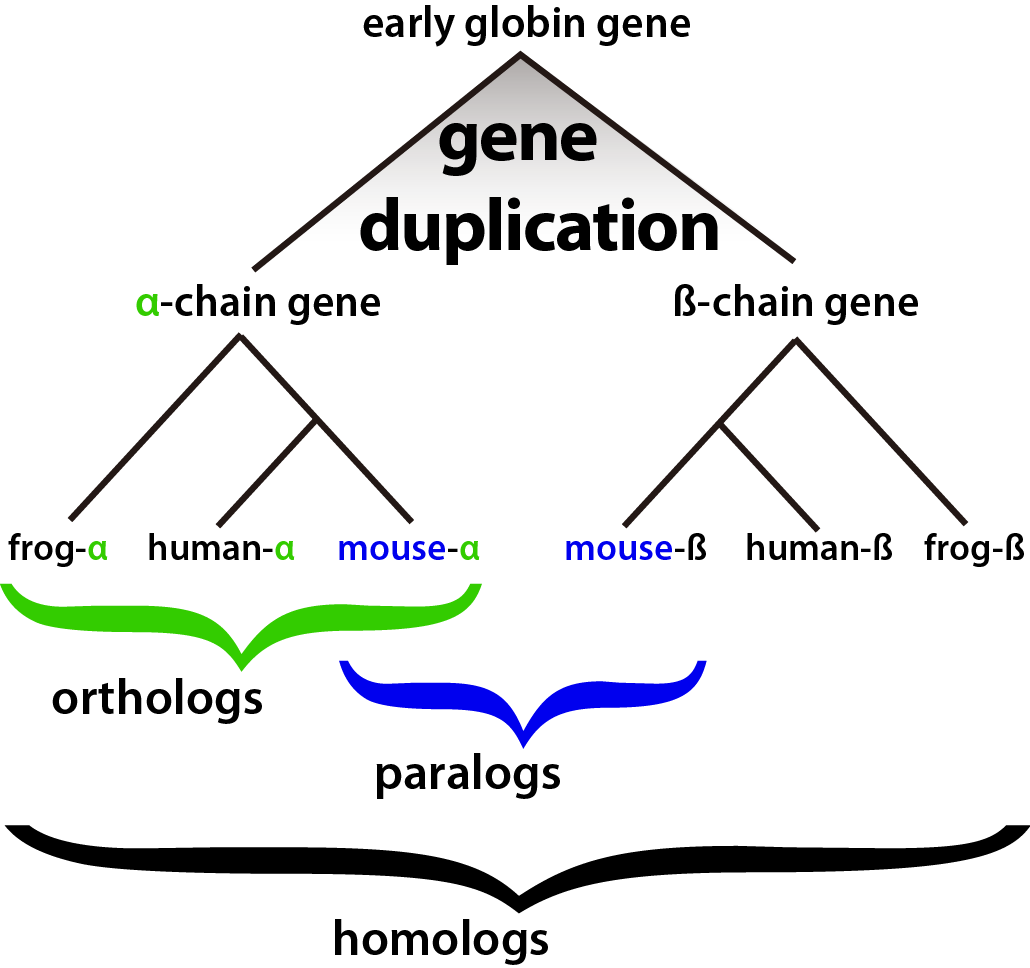
Explicación gráfica de las diferencias entre homólogo, ortólogo y parálogo.

### Ortólogos
La ortología es, en genética, la forma en la que se denomina al lazo de homología que une a un par de genes en organismos diferentes  que surgieron a partir de un evento de especiación. Es decir, ambos divergieron a partir de un mismo gen ancestral.
| Nombre del gen                                 | Organismo              | NCBI ID       | Localización |
| ---------------------------------------------- | ---------------------- | ------------- | ------------ |
| L3MBTL2, polycomb repressive complex 1 subunit | Mus musculus           | ID: 214669    | Cromosoma 15 |
| L3MBTL2, polycomb repressive complex 1 subunit | Rattus norvegicus      | ID: 300320    | Cromosoma 7  |
| L3MBTL2, polycomb repressive complex 1 subunit | Danio rerio            | ID: 568473    | Cromosoma 12 |
| L3MBTL2, polycomb repressive complex 1 subunit | Bos taurus             | ID: 513297    | Cromosoma 5  |
| L3MBTL2, polycomb repressive complex 1 subunit | Macaca mulatta         | ID: 706602    | Cromosoma 10 |
| L3MBTL2, polycomb repressive complex 1 subunit | Canis lupus familiaris | ID: 481235    | Cromosoma 10 |
| L3MBTL2, polycomb repressive complex 1 subunit | Pteropus alecto        | ID: 102893180 | Desconocida  |

### Parálogos
Los genes parálogos, por otra parte, se encuentran en un mismo organismo y tienen su origen en un evento de duplicación del genoma que creó una copia del gen original. Ambos genes pueden o no tener funciones similares debido a posibles mutaciones surgidas con el paso del tiempo, sin embargo ambas copias guardan una relación de paralogía.
- Un importante parálogo para éste gen es MBTD1.[8]

## Interacciones
Se ha descubierto que la proteína L3BTML2 cuenta con más de 90 interacciones en 64 genes distintos, además de formar parte del complejo E2F6.com-1 durante la fase G0 de la mitosis. A continuación se presenta un listado de los 10 genes en los que se ha encontrado una mayor evidencia de interacción.
- PCGF6
- RNF2
- RYBP
- CBX3
- E2F6
- WDR5
- PSME3
- PSMC3
- MIER2
- YAF2

### Rutas metabólicas
El L3MBTL2 forma parte de 5 rutas metabólicas que pueden ser contenidas en dos Súper rutas metabólicas (SuperPathway) denominadas SUMOylation y Metabolism of proteins (SUMOilación y metabolismo de proteínas en español).

#### SUMOylation
Es uno de los 110 genes participantes en esta Super ruta, sin embargo solo toma parte en los siguientes procesos.
- SUMO E3 ligases SUMOylate target proteins
- SUMOylation
- SUMOylation of chromatin organization proteins

#### Metabolism of proteins
Participa junto con más de 1500 genes en ambos procesos que conforman esta Super ruta metabólica.
- Metabolismo de proteínas
- Modificaciones postraduccionales de proteínas.

### Expresión
Existen ciertos órganos y tejidos en el cuerpo humano donde la presencia del L3MBTL2 es mucho más prominente. Si bien podemos asegurar que su presencia se ha confirmado en una gran variedad de entidades anatómicas, mediante el proyecto "HPA RNA-seq normal tissues" en el que fueron secuenciadas muestras de 95 individuos se puede destacar una mayor expresión en ciertos tejidos de los 27 que se analizaron. El análisis fue realizado el 15 de junio del 2016, y muestra los resultados en RPKM (lecturas por kilobase por millón de lecturas tomadas). La siguiente lista muestra el orden de expresión del gen L3MBTL2 en los tejidos más afines del cuerpo humano.
1. Nodo linfático
2. Testículos
3. Cerebro
4. Tiroides
5. Bazo
6. Ovarios
7. Apéndice
8. Endometrio

## Relevancia clínica

### Trastornos mentales
En dos estudios GWAS se han identificado 19 loci con altos riesgos al desarrollo de desórdenes depresivos en pacientes que padecen Alzheimer a niveles transcriptómicos y genómicos. La depresión es uno de los síntomas psiquiátricos más comunes asociados a Alzheimer. Variantes raras y comunes del L3MBTL2 están asociadas con esta enfermedad. Se ha demostrado que los genes con alto riesgo a desórdenes depresivos juegan un papel importante en el desarrollo de Alzheimer y además, gracias a estos estudios, se sigue apoyando la noción de que la depresión puede ser el "resfriado común" de la psiquiatría.
Por otro lado se ha encontrado relaciones significativas entre L3MBTL2 y los trastornos de personalidad. Se han identificado 6 loci a través del GWAS, la extroversión se asocia con variantes en WSCD2 y cerca de PCDH15 y el neurotismo con variantes en el cromosoma  8p23.1 y L3MBTL2.
El neurotismo denota efectos negativos como ansiedad y depresión. Está asociado con variantes MAGI1 y con una variante intrónica en KATNAL2. Además, la variante encontrada en L3MBTL2, también está asociada a esquizofrenia y los SNP que se han investigado y que ahora se sabe su ubicación (gracias a los estudios GWAS), demuestran una asociación significativa de todo el genoma con otros fenotipos. Altos niveles de neurotismo y extroversión se han asociado con trastornos de bipolaridad, mientras que altos niveles de neurotismo se asocian con trastornos de depresión mayor y ansiedad.

### Riñones
Aunque aún no se han definido con exactitud cuáles son las funciones biológicas de L3MBTL2, se ha encontrado que ésta se expresa en el núcleo de las células epiteliales del tubo renal en ratones protegiendo las lesiones en los riñones mediante la inhibicón de la vía de apoptosis de daño p53 de ADN. La ablación de esta proteína resulta en el incremento de daño nuclear del ADN ,activando p53, apoptosis, después de lesiones tubulares y disfunción renal. L3MBTL2 no se recluta para los sitios de ADN dañados, en lugar de eso,incrementa la densidad de la cromatina en el núcleo y reduce la carga ADN dañado inicial.